# Miemino
Miemino (Mienino) – jezioro w Polsce położone w województwie pomorskim, w powiecie kartuskim, w gminie Sierakowice na obszarze Pojezierza Kaszubskiego, na północny zachód od Łyśniewa Sierakowickiego.
Wysokość zwierciadła: 169,6 m n.p.m., ogólna powierzchnia: 21,98 ha